# Giao thức mật mã
Giao thức mật mã (hay giao thức an toàn) là các giao thức (trên lý thuyết hoặc đã thực hiện) nhằm thực hiện các chức năng liên quan tới bảo mật bằng các kỹ thuật mật mã.
Giao thức mật mã được sử dụng rộng rãi cho việc truyền dữ liệu an toàn ở mức ứng dụng. Một giao thức mật mã tiêu biểu thường bao gồm các chức năng sau:
- Thỏa thuận khóa;
- Nhận thực các bên tham gia;
- Truyền dữ liệu an toàn;
- Đảm bảo tính chất không thể từ chối (non-reputation).

Một ví dụ là giao thức Transport Layer Security (TLS) để tạo các kết nối web (HTTP) an toàn. Nó bao gồm cơ chế nhận thực dựa trên tiêu chuẩn X.509, cơ chế thiết lập khóa (tạo khóa đối xứng bằng cách dùng hệ thống mã hóa bất đối xứng) và chức năng truyền dữ liệu mức ứng dụng an toàn. Giao thức TLS tiêu chuẩn không bao gồm khả năng không thể từ chối.
Các giao thức mật mã có thể được kiểm tra độ chính xác bằng các phương pháp thuần túy lý thuyết (formal verification).